# Чим (сельское поселение)
Чим — административно-территориальная единица (административная территория посёлок сельского типа с подчинённой ему территорией) и муниципальное образование (сельское поселение с полным официальным наименованием муниципальное образование сельского поселения «Чим») в составе муниципального района Удорского в Республике Коми Российской Федерации.
Административный центр и единственный населённый пункт — посёлок Чим.

## История
Статус и границы административной территории установлены Законом Республики Коми от 6 марта 2006 года № 13-РЗ «Об административно-территориальном устройстве Республики Коми».
Статус и границы сельского поселения установлены Законом Республики Коми от 5 марта 2005 года № 11-РЗ «О территориальной организации местного самоуправления в Республике Коми»

## Население
| 2010 | 2011 | 2012 | 2013 | 2014 | 2015 | 2016 |
| ---- | ---- | ---- | ---- | ---- | ---- | ---- |
| 454  | ↘445 | ↘427 | ↘393 | ↘372 | ↗377 | ↘368 |
| 2017 | 2018 | 2019 | 2020 | 2021 |      |      |
| ↘357 | ↘343 | ↘316 | ↘314 | ↘226 |      |      |